# Битка при Гариляно (1503)
Битката при Гариляно (на италиански: Gariglano) е част от втората от Италианските войни. На 29 декември 1503 г. край едноименната река в Южна Италия се сблъскват испанската армия начело с Гонсало Фернандес де Кордоба и френската, командвана от маркиза на Салуцо Лодовико ІІ. Резултатът е решителна испанска победа.

## Предистория
Втората италианска война (1499 – 1503) започва с нашествието на френския крал Луи ХІІ в Италия. Той завладява Херцогство Милано, а после сключва договора от Гранада с Фернандо ІІ Арагонски (11 ноември 1500). С този документ двете кралства се споразумяват да си поделят Неаполитанското кралство, към което имат претенции. Французите превземат Капуа и Неапол, а испанците окупират Таранто. Въпреки че в договора ясно се казва, че французинът ще получи трона на Неапол, Фернандо поисква голяма част от страната и отношенията между съюзниците се влошават.
Тази политика на Луи ХІІ се оказва погрешна, както още тогава забелязва политическият анализатор Николо Макиавели. Чрез нея той намесва в борбата за контрол над Италия испанците, които са твърде силни. За да ги оглави в започващата война, е повикан способният генерал Кордоба (El gran capitan). Испанската пехота вече е усвоила каретата от копиеносци, наречени терции и с тях Кордоба печели успех след успех. Първо той побеждава френските сили при Сериньола (26 април 1503), а на 15 май превзема Неапол. През есента обсажда ключовата крепост Гаета. Когато Луи ХІІ пристига с подкрепления, испанците се оттеглят на юг, при река Гариляно. Последвани са от превъзхождащи френски сили, които спират на отсрещния бряг.

## Ход на битката

### Маневри на испанците
Това се случва през ноември. Двете армии се озовават в блатист и нездравословен район. И двамата командващи получават свежи доставки на храна и боеприпаси – французите от Гаета, а испанците от Сицилия. Кордоба бърза да привърши с французите и няколко пъти опитва да пресече реката на понтонни мостове, но все неуспешно. Той има по-малко хора и започва да се колебае. Тогава Бартоломео д'Алвиано пристига с подкрепления и съотношението на силите се изравнява – по 15 000 за всяка от страните.
Кордоба решава да рискува и под прикритието на лошото време прехвърля една трета от войниците си по понтонен мост изграден на 5 – 6 км нагоре по реката. Парадоксално, но оставените наблизо 300 французи не ги забелязват. Щом испанците се появяват пред тях, те остъпват на юг в Кастелфорте, а после бягат и от там. Испанците завземат това градче и остават в готовност за атака.

### Подвигът на Баяр
Сутринта на 29 декември французите си дават сметка, че армията им е деморализирана от големия брой болни и не може да се противопостави на нападението. Командирът маркиз ди Салуцо нарежда отстъпление към Гаета. В същото време основните испански сили форсират реката близо до устието и откриват френския лагер празен. Изчакват присъединяването на Кордоба и се втурват в преследване на врага. Първият сблъсък става при малката рекичка Стури, където има голям мост. Когато французите го преминават, са нападнати от авангарда на испанците. Тогава Пиер Терай, сеньор на Баяр се изправя сам на моста и повече от час го отбранява срещу 200 испанци. Така той спасява сънародниците си от сигурна смърт. Освен това се превръща в легенда и неслучайно през 1515 г. именно Баяр посвещава новия френски крал Франсоа І в рицарско звание.

### Поражение за французите
Французите не се опитват да се подредят за битка зад реката, а продължават да отстъпват – част от тях към Гаета, а останалите към Рим. Преследването продължава, съпътствано от още няколко малки сблъсъка, но като цяло Салуцо спасява същинската част от войската. На 1 януари 1504 г. Гаета се предава на победителите, а на френските сили е разрешено да напуснат. Луи ХІІ също отплава на север.

## Последици
Битката при Гариляно се смята за брилянтен урок, който испанският генерал изнася на французите. Тя е бисерът в неговата военна кариера. Тя води до окончателното попадане на Неаполитанското кралство под испанска власт, която продължава през следващите двеста години. Това е и последната битка от Втората италианска война. Френското присъствие продължава, но само в Ломбардия. С договора от Блоа през 1505 г. Луи официално се отказва от претенциите си към Южна Италия.